# Ратчино (Можайский район)
Ратчино — деревня в сельском поселении Клементьевское Можайского района Московской области. До реформы 2006 года относилась к Павлищевскому сельскому округу. Численность постоянного населения по Всероссийской переписи 2010 года — 11 человек.
Деревня расположена на северо-востоке района, примерно в 8 км к северу от Можайска, на правом берегу реки Педня, высота над уровнем моря 176 м. Через деревню проходит региональная автодорога 46К-1101 Можайск — Руза. Ближайшие населённые пункты — Павлищево в 2,5 км на юг и Бурцево в 2,6 км на восток.